# Ellice Hopkins
Ellice Hopkins, född 1836, död 1904, var en brittisk socialreformator och politisk författare. Hon var medgrundare till White Cross Army och en förgrundsfigur och central gestalt inom den sexualmoraliska rörelsen Social purity movement, där hon motsatte sig prostitution och sexuell dubbelmoral genom att kräva samma sexuella moral av män som allmänt ställdes på kvinnor av samtiden.